# Montpeyroux (Hérault)
Montpeyroux è un comune francese di 1 254 abitanti situato nel dipartimento dell'Hérault nella regione dell'Occitania.

## Società

### Evoluzione demografica
Abitanti censiti